# Fifea
Fifea là một chi rêu trong họ Lembophyllaceae.